# Gerényes
Gerényes es un pueblo ubicado en el distrito de Hegyhát, en el condado de Baranya, Hungría.

## Superficie
Posee una superficie de 12,34 kilómetros cuadrados.

## Demografía
Hasta 2019 la población era de 235 habitantes, con una densidad de población de 19,04 habitantes por kilómetro cuadrado.